# Victor Dourlen
Victor Charles Paul Dourlen (Dunkerque, 3 novembre 1780 – Parigi, 8 gennaio 1864) è stato un compositore francese.

## Biografia
Victor Dourlen studiò presso il Conservatorio di Parigi nel 1799, avendo come insegnanti Charles-Simon Catel (armonia), François-Joseph Gossec (contrappunto) e Benoit Mozin (pianoforte).
Nel 1805 vinse il Prix de Rome per la cantata Cupidon pleurant Psyché. Al suo ritorno a Parigi, compose diverse opere comiche, tra cui Linnée (1808), La Dupe de son Art (1809) e Cagliostro (1810). Nel 1816 fu nominato professore ordinario di armonia e contrappunto, carica che ricoprì fino al 1842. I suoi allievi furono: Charles-Valentin Alkan, François Bazin, Louis Désiré Besozzi, Alexandre Goria, Henri Herz, Félix Le Couppey, Antoine François Marmontel, Joseph O'Kelly e Ambroise Thomas.

## Opere principali

### Opere
- Philoclès (testo di Justin Gensoul), 2 atti (1806)
- Linnée, ou Le Mines de Suède (Jean-Élie Bédéno Dejaure), 3 atti (1808)
- La Dupe de son Art, ou Les Deux amants (Louis-Charles Sapey), 1 atto (1809)
- Cagliostro (Emmanuel Dupaty/Jacques-Antoine de Révérony Saint-Cyr), 3 atti (atto 1 di Dourlen, atti 2 e 3 di Anton Reicha) (1810)
- Plus heureux que sage (Louis Mézières-Miot), 1 atto (1816)
- Le Frère Philippe (Auguste Duport e Paul Duport), 1 atto (1818)
- Le Mariage en poste (Pierre Adolphe Capelle) (1818)
- À deux de jeu (Paul de Kock), 1 atto (1818)
- Marini, ou Le Muet de Venise (Étienne Joseph Bernard Delrieu), 3 atti (1819)
- La Vente après décès (Charles-Guillaume Étienne), 1 atto (1821)
- Le Petit souper, ou La Belle féronnière (Jean-Baptiste-Rose-Bonaventure Violet d'Épagny), 1 atto (1822)

### Cantate
- Scène d'Alcyone' (testo di Antoine-Vincent Arnault),  voci e orchestra (1804)
- Psyché et l'amour (testo di Antoine Vincent Arnault), voci e orchestra (1805)

### Opere corali
- Te Deum, per coro e orchestra (1807)
- Dies irae, per coro e orchestra (1808)

### Musica strumentale
- La Bataille de Marengo. Sonate militaire, per pianoforte (1800)
- Sonates, op. 1, per pianoforte
- Concerto per pianoforte, op. 3
- Trio per pianoforte, op. 4
- Trois Sonates, op. 5, per violino e pianoforte
- Sonates faciles, op. 6, per pianoforte
- Sonate à quatre mains, op. 10, per 2 pianisti
- Grande sonate à quatre mains, op. 12, per 2 pianisti
- Fantaisie sur "Bélisaire", per pianoforte
- Fantaisie en duo, per arpa e pianoforte
- Pot-pourri sur des airs de Jean de Paris, per pianoforte

### Scritti
- Méthode élémentaire pour le pianoforte (c. 1820)
- Traité d'harmonie, contenant un cours complet tel qu'il est enseigné au Conservatoire de Paris (c. 1838)
- Traité d'accompagnement (c. 1840)
- Principes d'harmonie et tableau général de tous les concerts, de leur origine, leur préparation, leur renversement